# Astra (tidskrift)
Astra (tidigare Astra Nova) är en finlandssvensk feministisk samhälls- och kulturtidskrift. Tidskriften har getts ut sedan år 1919.
Tidskriften utkommer med fyra nummer per år. Varje nummer belyser ett specifikt tema vilket behandlas på en mängd olika sätt, t.ex. genom artiklar, intervjuer, poesi, serier, illustrationer eller fotografi. 
Redaktionen består av chefredaktör Elliot Lundegård och AD Roby Redgrave. 
2018 mottog Astra Fredrika Runeberg-stipendiet för sitt arbete med kampanjen #dammenbrister som krävde ett slut på sexuella övergrepp och sexuella trakasserier i Svenskfinland
År 2015 utsågs tidskriften till Årets kvalitetstidskrift av den registrerade föreningen Kultti 2016 fick Astra finländska Undervisnings- och kulturministeriets pris som Årets kvalitetstidskrift samt nominerades till Årets nordiska tidskrift. 

## Historia
Astra föregicks av Nutid, som gavs ut 1895–1915. Nutid, tidskrift för samhällsfrågor och hemmets intressen lyfte frågor som var aktuella för kvinnors deltagande i samhället, så som rösträttsfrågan, framsteg inom utbildning och arbetsliv samt ny litteratur. Tidskriften går att läsa i nationalbibliotekets digitala samlingar. Nutid lades ner på grund av krigscensur. 
Astra började utkomma 1919 och fungerade då som språkrör för Svenska kvinnoförbundet, "organet för Finlands svensktalande kvinnor" som de uttryckte det. Redaktör var inledningsvis Margit von Bonsdorff och redaktionskommittén bestod av Annie Furuhjelm, E. Saltzman, I af Schultén samt Helena Westermarck.
År 1992 beslutade Svenska kvinnoförbundet att lägga ner Astra. Den fristående föreningen Utgivarföreningen för tidskriften Astra Nova bildades och fortsatte ge ut tidskriften under namnet Astra Nova. År 2012 tog tidskriften tillbaka namnet Astra.
Genom åren har många kända kulturpersonligheter skrivit och illustrerat för Astra, bland andra Hagar Olsson, Märta Tikkanen, Tove Jansson och Rut Bryk.

## Chefredaktörer
- Margit von Bonsdorff 1919–?[källa behövs]
- Annie Furuhjelm 1925–1926[källa behövs]
- Birgitta Boucht (1995–2000)[14]
- Karmela Bélinki (2006–2012)[15][16]

- Sara Eriksson (2012–2014)[17]
- Nina Nyman (2014–2018)[18]
- Vilhelmina Öhman (2018–2019)[19][20]
- Elliot Lundegård (2020– nuvarande)[3]